# Korzec (jednostka objętości)

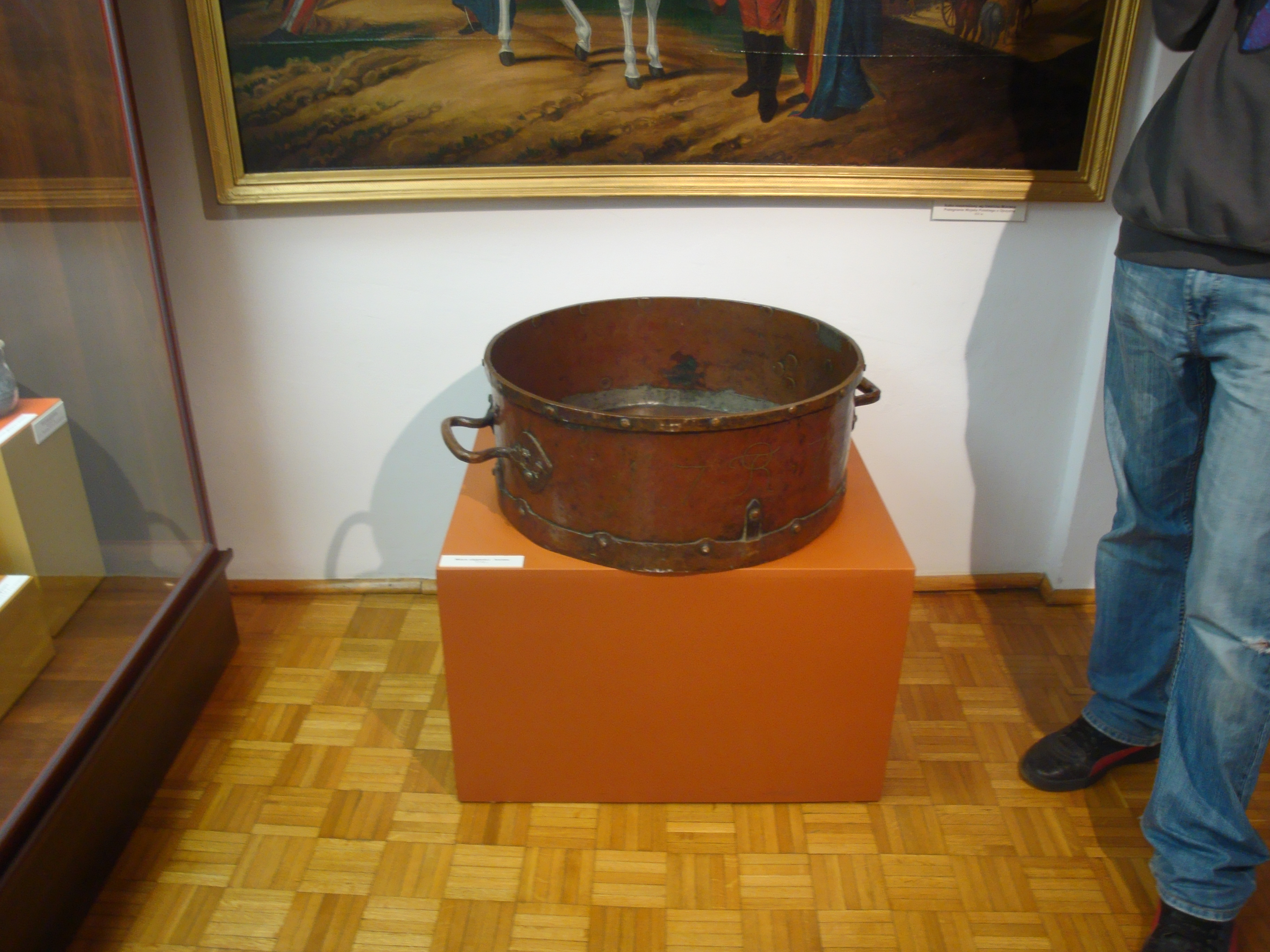
Korzec z 1772 w muzeum w Grudziądzu

Korzec – dawna jednostka objętości, stosowana dla ciał sypkich (tzw. miara nasypna). Była stosowana od średniowiecza do 2. połowy XIX wieku.
Korzec dzielił się na 4 ćwiertnie, 16 lub 12 korczyków i 32 lub 24 miary. 30 korców (czasem 60) tworzyło łaszt. W okresie XVI–XVIII wieku istniało około 300 lokalnych korców, np.:
- korzec berliński – 54,9614 litra
- korzec rzymski (łac. modius) – ok. 10,5
- korzec krakowski – 501,116 litra[2]
- korzec warszawski – 120,6 litra
- korzec toruński – 54,8 litra
- korzec gdański – 54,7 litra
- korzec wrocławski – 74,1 litra
- korzec amerykański (1 US bushel) = 35,239072 litra, używany do dziś w notowaniach giełdowych produktów sypkich, np. pszenicy

Według Konstytucji 1764 roku warszawski korzec skarbowy odpowiadał 32 garncom = 120,6 litra. W latach 1819–1848 w Królestwie Polskim używano korca nowopolskiego, który wynosił 128 litrów. W zaborze pruskim korzec nie był używany.